# Peter S. Wilson
Peter S. Wilson (ur. 25 maja 1919) – brytyjski kierowca wyścigowy.

## Kariera
W wyścigach samochodowych Wilson poświęcił się głównie startom zaliczanym do klasyfikacji Mistrzostw Świata Samochodów Sportowych. W latach 1950-1952, 1954-1955 Brytyjczyk pojawiał się w stawce 24-godzinnego wyścigu Le Mans. W pierwszym sezonie startów stanął na drugim stopniu podium w klasie S 2.0, a w klasyfikacji generalnej był dwudziesty. Cztery lata później w klasie S 2.0 odniósł zwycięstwo, a w klasyfikacji generalnej był siódmy. W 1955 roku powtórzył ten sukces.